# کت اوسترمن
کت اوسترمن (انگلیسی: Cat Osterman؛ زادهٔ ۱۶ آوریل ۱۹۸۳) بازیکن سافتبال اهل ایالات متحده آمریکا است.
وی در مسابقات کشوری و بین‌المللی در مجموع برندهٔ ۱ مدال طلا، ۱ مدال نقره شده‌است.